# Ualabi de coll vermell
El ualabi de coll vermell (Notamacropus rufogriseus) és una espècie de macropòdid de mida mitjana, comuna a les parts més temperades i fèrtils de l'est d'Austràlia. Com que és un dels ualabis més grossos, és fàcil de confondre'l amb un cangur. Els mascles poden pesar més de 20 kg i atènyer una mida corporal de 90 cm.